# 徳島市加茂名中学校
徳島市立加茂名中学校（とくしまし かもなちゅうがっこう）は、徳島県徳島市庄町一丁目にある公立中学校。

## 概要
徳島市の西部に位置する中学校で、徳島市のシンボルである眉山を望み、日本さくら名所100選に選ばれている西部公園や清流・鮎喰川、庄遺跡や県指定史跡である袋井用水が地区内にある。

## 教育目標
- 自ら学ぶ人
- 心の豊かな人
- ねばり強く生きる人

### 校訓
- 社会につくす生徒になろう

### めざす生徒像
- 未来に夢と希望を持つ生徒
- 体を鍛え、心をみがき、自分と友だちを大切にし、思いやりのある生徒
- 真剣に聞き考え、何事にも進んで活動する生徒
- 正義感のある生徒
- あいさつできる生徒

## 部活動

### 体育部
- 野球
- 陸上
- テニス（男・女）
- バスケ（男・女）
- バレー（女子）
- バドミントン
- 卓球
- 剣道
- 柔道
- サッカー
- 水泳

### 文化部
- 吹奏楽（吹奏楽部は、全日本マーチングコンテスト全国大会の常連であり、ほぼ毎年出場している。また、2007年の全国大会では、金賞を受賞し、なおかつ第一席を受賞する快挙を得た。）
- 美術

## 関連学校
- 徳島市加茂名小学校
- 徳島市加茂名南小学校

## 通学区域が隣接している学校
- 徳島市城西中学校
- 徳島市不動中学校
- 徳島市国府中学校
- 徳島市上八万中学校
- 徳島市八万中学校